# Indisk förgätmigej
Indisk förgätmigej (Cynoglossum glochidiatum) är en strävbladig växtart som beskrevs av Wallich och George Bentham. I den svenska databasen Dyntaxa används istället namnet Cynoglossum wallichii. Enligt Catalogue of Life ingår Indisk förgätmigej i släktet hundtungor och familjen strävbladiga växter, men enligt Dyntaxa är tillhörigheten istället släktet hundtungor och familjen strävbladiga växter. Arten förekommer tillfälligt i Sverige, men reproducerar sig inte. Inga underarter finns listade i Catalogue of Life.